# Gouvernement Kóstas Karamanlís II
Pour les articles homonymes, voir gouvernement Karamanlís.
 (septembre 2023).
Si vous disposez d'ouvrages ou d'articles de référence ou si vous connaissez des sites web de qualité traitant du thème abordé ici, merci de compléter l'article en donnant les références utiles à sa vérifiabilité et en les liant à la section « Notes et références ».
IIIe République hellénique
K. Karamanlís I Giórgos Papandréou
Le gouvernement Kóstas Karamanlís II (en grec moderne : Κυβέρνηση Κώστα Καραμανλή 2007) est le gouvernement de la République hellénique entre le 19 septembre 2007 et le 7 octobre 2009, sous la XIIe législature du Parlement.
Il est dirigé par le conservateur sortant Kóstas Karamanlís, à nouveau vainqueur des élections législatives. Il succède au gouvernement Karamanlís I et cède le pouvoir au gouvernement du socialiste Giórgos Papandréou après que le PASOK s'est imposé lors des élections anticipées de 2009.

## Historique
Dirigé par le Premier ministre conservateur sortant Kóstas Karamanlís, neveu de l'ancien chef du gouvernement et chef de l'État Konstantínos Karamanlís, ce gouvernement est constitué et soutenu par la Nouvelle Démocratie (ND). Seule, elle dispose de 152 députés sur 300, soit 50,7 % des sièges du Parlement.
Il est formé à la suite des élections législatives anticipées du 16 septembre 2007.
Il succède donc au gouvernement Karamanlís I, constitué et soutenu dans les mêmes conditions.

### Formation
Au cours du scrutin législatif, la ND perd plus de trois points et une dizaine de sièges, mais sauve sa majorité absolue. Le Mouvement socialiste panhellénique (PASOK) de Giórgos Papandréou enregistre une évolution similaire. Tandis qu'à la gauche du PASOK, le Parti communiste de Grèce (KKE) et la Coalition de la gauche radicale (SYRIZA) rassemblent 36 parlementaires, ce qui constitue à l'époque leur nouveau record, à la droite de la ND l'Alerte populaire orthodoxe (LAOS) permet à l'extrême droite de revenir au Parlement après plus de dix ans d'absence.
Karamanlís et son équipe de 16 ministres sont assermentés au palais présidentiel d'Athènes par le président de la République Károlos Papoúlias le 19 septembre, trois jours après le scrutin.

### Succession
Le 2 septembre 2009, alors que la XIIe législature doit encore durer deux ans, le Premier ministre annonce son intention de demander au chef de l'État la dissolution du Parlement et la convocation d'élections législatives anticipées. Cette décision arrive alors que la popularité du gouvernement est en berne, touchée par le ralentissement de l'économie nationale du fait de la crise économique mondiale, de graves incendies de forêt, des scandales de corruption et les émeutes urbaines de l'hiver 2008.
Lors des élections, la ND réalise à l'époque son plus mauvais résultat historique, totalisant un tiers des suffrages et accusant dix points de retard sur le PASOK. Celui-ayant obtenu une claire majorité absolue, Giórgos Papandréou constitue son propre gouvernement.

## Composition

### Initiale (19 septembre 2007)
- Les nouveaux ministres sont indiqués en gras, ceux ayant changé d'attributions en italique.

| Portefeuille                                                                       | Titulaire | Titulaire                                                         | Parti |
| ---------------------------------------------------------------------------------- | --------- | ----------------------------------------------------------------- | ----- |
| Premier ministre                                                                   |           | Kóstas Karamanlís                                                 | ND    |
| Ministre de l'Intérieur                                                            |           | Prokópis Pavlópoulos                                              | ND    |
| Ministre de l'Économie et des Finances                                             |           | Geórgios Alogoskoúfis                                             | ND    |
| Ministre des Affaires étrangères                                                   |           | Dóra Bakoyánni                                                    | ND    |
| Ministre de la Défense nationale                                                   |           | Evángelos Meïmarákis                                              | ND    |
| Ministre du Développement                                                          |           | Chrístos Fólias                                                   | ND    |
| Ministre de l'Environnement, de l'Aménagement du territoire et des Travaux publics |           | Geórgios Soufliás                                                 | ND    |
| Ministre de l'Éducation nationale et des Religions                                 |           | Evripídis Stylianídis                                             | ND    |
| Ministre de l'Emploi et de la Protection sociale                                   |           | Vasílis Mangínas (jusqu'au 17/12/2007) Fáni Pálli-Petraliá        | ND    |
| Ministre de la Santé et de la Solidarité sociale                                   |           | Dimítris Avramópoulos                                             | ND    |
| Ministre du Développement rural et de l'Alimentation                               |           | Aléxandros Kontós                                                 | ND    |
| Ministre de la Justice                                                             |           | Sotiris Hadjigakis (en)                                           | ND    |
| Ministre de la Culture                                                             |           | Michális Liápis                                                   | ND    |
| Ministre du Développement touristique                                              |           | Áris Spiliotópoulos                                               | ND    |
| Ministre des Transports et des Communications                                      |           | Kostís Hadjidákis                                                 | ND    |
| Ministre de la Marine marchande, de la Mer Égée et de la Politique insulaire       |           | Giórgos Voulgarákis (jusqu'au 13/09/2008) Anastásios Papaligoúras | ND    |
| Ministre de la Macédoine-Thrace                                                    |           | Margarítis Tzímas                                                 | ND    |
| Ministre d'État                                                                    |           | Theódoros Roussópoulos (jusqu'au 24/10/2008)                      | ND    |

### Remaniement du 8 janvier 2009
- Les nouveaux ministres sont indiqués en gras, ceux ayant changé d'attributions en italique.

| Portefeuille                                                                       | Titulaire | Titulaire                                  | Parti |
| ---------------------------------------------------------------------------------- | --------- | ------------------------------------------ | ----- |
| Premier ministre                                                                   |           | Kóstas Karamanlís                          | ND    |
| Ministre de l'Intérieur                                                            |           | Prokópis Pavlópoulos (jusqu'au 11/09/2009) | ND    |
| Ministre de l'Intérieur                                                            |           | Spýridon Flogaïtis                         | Sans  |
| Ministre de l'Économie et des Finances                                             |           | Giánnis Papathanasíou                      | ND    |
| Ministre des Affaires étrangères                                                   |           | Dóra Bakoyánni                             | ND    |
| Ministre de la Défense nationale                                                   |           | Evángelos Meïmarákis                       | ND    |
| Ministre du Développement                                                          |           | Kostís Hadjidákis                          | ND    |
| Ministre de l'Environnement, de l'Aménagement du territoire et des Travaux publics |           | Geórgios Soufliás                          | ND    |
| Ministre de l'Éducation nationale et des Religions                                 |           | Áris Spiliotópoulos                        | ND    |
| Ministre de l'Emploi et de la Protection sociale                                   |           | Fáni Pálli-Petraliá                        | ND    |
| Ministre de la Santé et de la Solidarité sociale                                   |           | Dimítris Avramópoulos                      | ND    |
| Ministre du Développement rural et de l'Alimentation                               |           | Sotiris Hadjigakis (en)                    | ND    |
| Ministre de la Justice                                                             |           | Níkos Déndias                              | ND    |
| Ministre de la Culture                                                             |           | Antónis Samarás                            | ND    |
| Ministre du Développement touristique                                              |           | Kóstas Markópoulos                         | ND    |
| Ministre des Transports et des Communications                                      |           | Evripídis Stylianídis                      | ND    |
| Ministre de la Marine marchande, de la Mer Égée et de la Politique insulaire       |           | Anastásios Papaligoúras                    | ND    |
| Ministre de la Macédoine-Thrace                                                    |           | Stávros Kalafátis                          | ND    |